# (229) Аделинда
(229) Аделинда (нем. Adelinda) — довольно крупный астероид внешней части главного пояса, низкое альбедо поверхности которого, говорит о его принадлежности к углеродистым астероидам спектрального класса C. Астероид был обнаружен 22 августа 1882 года австрийским астрономом Иоганном Пализой в обсерватории города Вена и назван в честь жены австрийского астронома Эдмунда Вайса. 

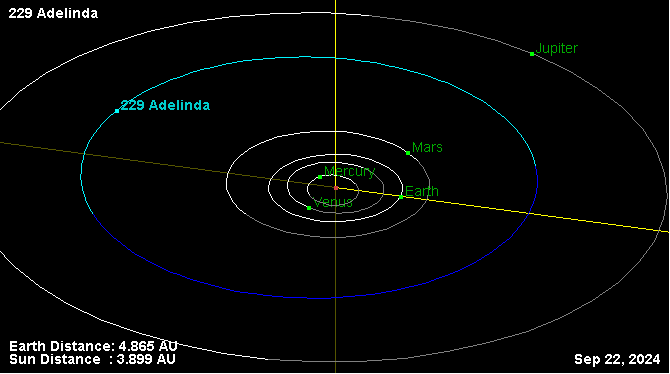
Орбита астероида Аделинда и его положение в Солнечной системе

Аделинда входит в состав семейства Кибелы и находится в орбитальном резонансе с Юпитером 4:7. То есть на 4 оборота Юпитера вокруг Солнца приходится 7 оборотов астероида. Что является довольно слабым резонансом.